# Тотила (судно)
«Тотила» (Totila) — немецкое грузовое судно, потопленное в период Великой Отечественной войны. По разным оценкам, в результате крушения число погибших составило от 500 до 5000 человек.

## История
Судно на дизель-электрической тяге было заложено в Венгрии по заказу СССР в 1941 году и первоначально получило имя «Севастополь». В связи с началом войны против СССР при спуске на воду оно было переименовано в «Magyar Vitéz» («Венгерский витязь»). В 1942 году спущено на воду и приписано к Будапештскому пароходству. Через год передано Германии, по Дунаю переведено в порт Галац и вновь переименовано — на этот раз в «Totila», в честь короля остготов. Судно было приписано к Средиземноморскому пароходству (нем).
10 мая 1944 года «Тотила» вместе со своим систершипом «Тея» участвовали в эвакуации немецких войск из Севастополя. Утром она приняла на борт сотни солдат и взяла курс на Констанцу. Около 13.00 она подверглась налёту советских бомбардировщиков и была потоплена. Количество погибших при этой катастрофе немецких и румынских солдат точно неизвестно, различные источники оценивают это число в широких пределах от 500 до 5000 человек.
Обломки «Тотилы» были обнаружены в 2013 году научно-исследовательским судном «Николаев».